# Карши-Даг (урочище)

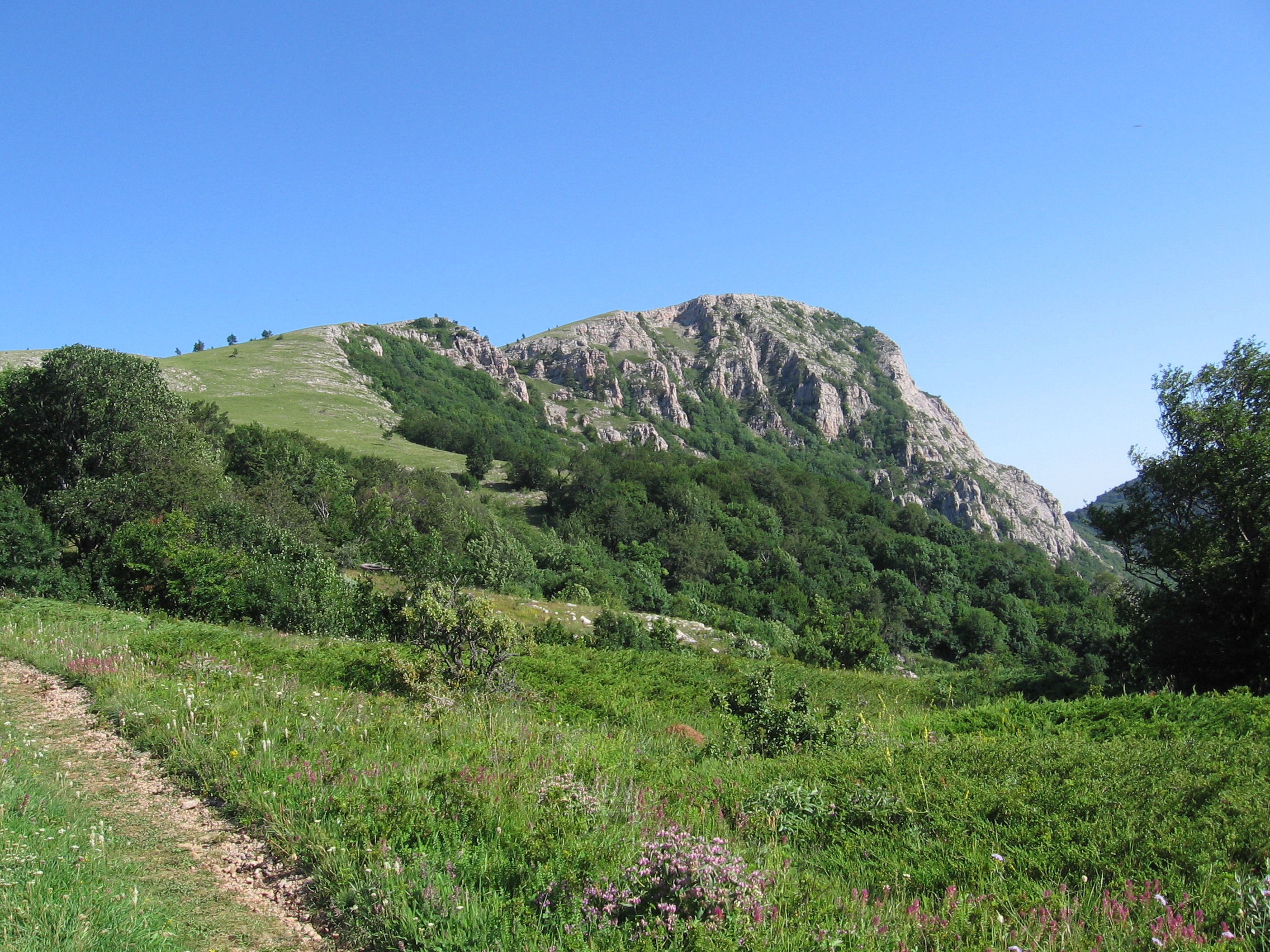
Верхів'я урочища Карши-Даг на південних схилах г. Куш-Кая. Зліва внизу — гірська стежка Талма-Богаз.

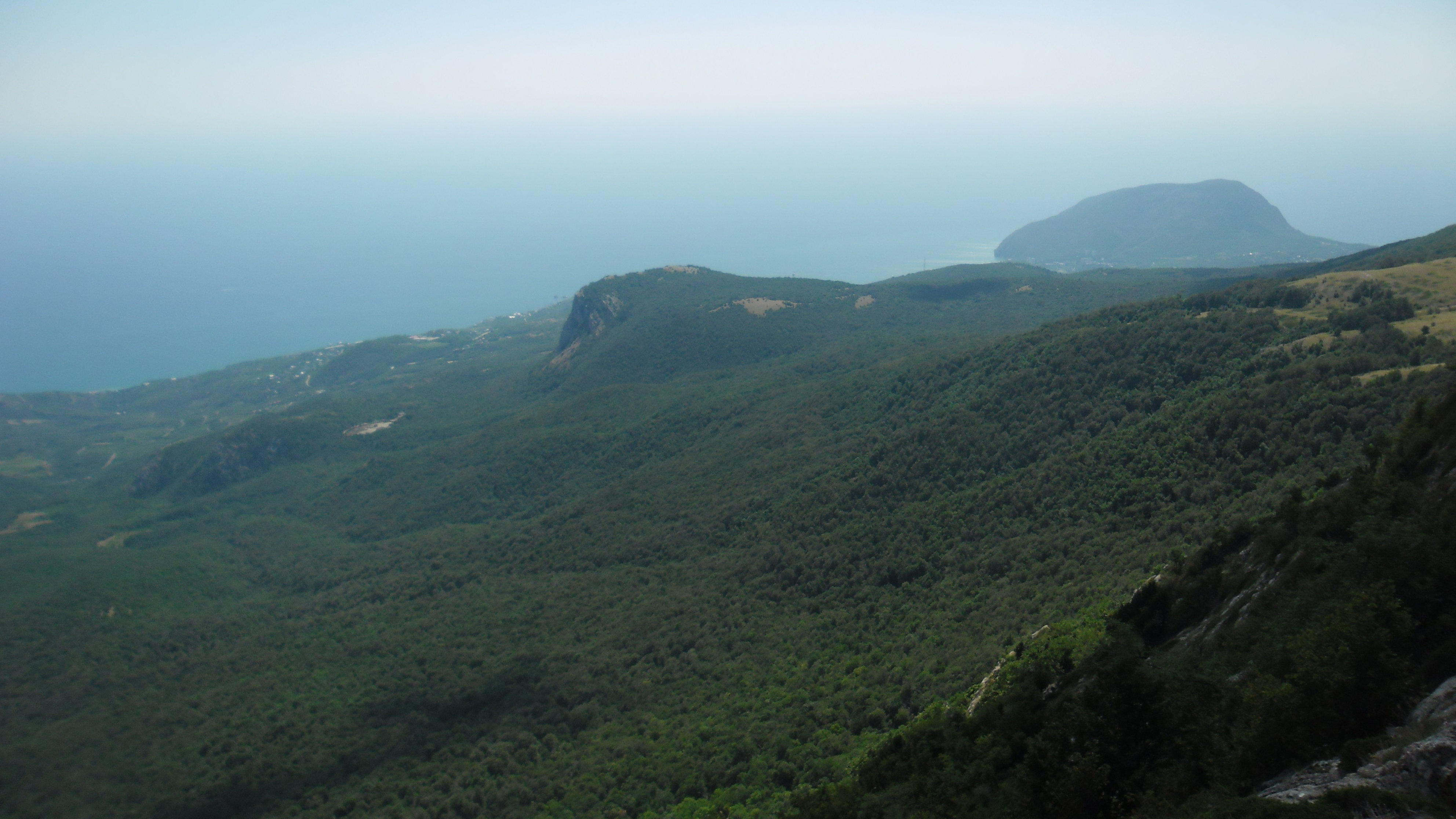
Урочище Карши-Даг. Вид з гори Куш-Кая, (Бабуган-яйла). 2016.

Карши-Даг (крим. Qarşı Dağ) — лісисте урочище на південно-східних схилах Бабуган-яйли. Починається на південних схилах г. Куш-Кая. Південніше примикає до гори Парагільмен.
Ліс: сосна, дуб, бук.
В західній частині урочище перетинає гірська стежка Талма-Богаз.